# Nekrolog 2. Quartal 1928
Nekrolog
◄◄
| ◄
| 1924
| 1925
| 1926
| 1927
| 1928 | 1929 | 1930 | 1931 | 1932 | ► | ►►
1. Quartal |
2. Quartal |
3. Quartal |
4. Quartal 1928
Weitere Ereignisse | Allgemeiner Nekrolog 1928
Die Beschreibung der verstorbenen Person sollte so kurz wie möglich gehalten sein und nur deren signifikante Tätigkeit(en) enthalten.
Neue Namen ggf. auch unter dem Geburts- und Sterbedatum, also etwa unter 1. Januar und im Geburts- und Sterbejahr (2024) eintragen (nur bei entsprechender großer Wichtigkeit). Für Beispiele siehe die schon vorhandenen Artikel.
Außerdem über die fünf zuletzt Verstorbenen, zu denen es einen ausreichend guten Artikel für eine Präsentation auf der Hauptseite gibt, nach der todesbedingten Überarbeitung der Artikel ggf. auch unter Wikipedia Diskussion:Hauptseite informieren und sie am besten auch in den anderen Wikipedia-Sprachversionen eintragen. Tipp: Regelmäßig bei news.google.de nach „ist tot“, „gestorben“ oder „verstorben“ suchen.
Wenn eine Person gestorben ist, gibt es viele Seiten zu dieser Person in der Wikipedia, die davon auch betroffen sind und entsprechend aktualisiert werden müssen. Beispiele: Namenübersichtsseite, Geburtsjahr, Geburtsort-Seiten und viele mehr.
Wie finde ich die betroffenen Seiten?
Im Suchfeld auf der linken Seite gibt man den Suchbegriff so ein: „Vorname Nachname“. Dann klickt man auf Volltext und alle Seiten mit entsprechendem Suchtext werden aufgerufen. Hier sieht man dann schnell, wo auch das Todesjahr Sinn macht oder sogar ein Teil des Artikels angepasst werden muss. Auch hilft das „Werkzeug“ auf der linken Seite sehr gut, um solche Seiten aufzufinden: „Links auf diese Seite“. Somit ist die Wikipedia wieder aktuell in allen Bereichen! Hinweis: bei Eintragung der Kategorie „Gestorben JAHR“ wird der Missbrauchsfilter 49 ausgelöst, was jedoch nicht schlimm ist. Siehe: Spezial:Missbrauchsfilter/49
Dies ist eine Liste von im zweiten Quartal 1928 verstorbenen bekannten Persönlichkeiten. Die Einträge erfolgen innerhalb der einzelnen Daten alphabetisch sortiert. Tiere sind im Nekrolog für Tiere zu finden.

## April
| Tag       | Name                                        | Beruf, bekannt als | Alter | Beleg |
| --------- | ------------------------------------------- | --- | ----- | ----- |
| 2. April  | Max Froelich                                | deutscher Apotheker und Ministeriatsbeamter                                                                               | 76    |       |
| 2. April  | Theodore William Richards                   | US-amerikanischer Chemiker                                                                                                | 60    |       |
| 2. April  | Zbigniew Wóycicki                           | polnischer Offizier und Skisportler                                                                                       | 25    |       |
| 3. April  | James A. Gallivan                           | US-amerikanischer Politiker                                                                                               | 61    |       |
| 3. April  | Karl Göttelmann                             | Oberbürgermeister von Mainz                                                                                               | 69    |       |
| 3. April  | Carl Cowen Schirm                           | deutscher Landschaftsmaler                                                                                                | 75    |       |
| 3. April  | Viktor Waltl                                | österreichischer Bergbauingenieur                                                                                         | 68    |       |
| 4. April  | Alberto Pansa                               | italienischer Diplomat | 84    |       |
| 4. April  | Abdollah Tahmasbi                           | iranischer Militär und Politiker                                                                                          |       |       |
| 5. April  | Chauncey Depew                              | US-amerikanischer Politiker                                                                                               | 93    |       |
| 5. April  | Jane Ellen Harrison                         | britische Altertumswissenschaftlerin, insbesondere Gräzistin, Religionsgeschichtlerin, Linguistin und moderate Feministin | 77    |       |
| 5. April  | Viktor Oliva                                | tschechischer Maler und Graphiker des Jugendstils                                                                         | 66    |       |
| 6. April  | Karl Wilhelm von Dalla Torre                | österreichischer Biologe                                                                                                  | 77    |       |
| 6. April  | Arthur C. Mace                              | britischer Ägyptologe | 53    |       |
| 6. April  | James Harrison Oliver                       | US-amerikanischer Marineoffizier                                                                                          | 71    |       |
| 7. April  | Alexander Alexandrowitsch Bogdanow          | russischer Philosoph, Ökonom, Soziologe und von Beruf Arzt                                                                | 54    |       |
| 7. April  | Johann Martin Andreas Neumann               | Bürgermeister in Lübeck                                                                                                   | 62    |       |
| 8. April  | Madeleine Lemaire                           | französische Malerin |       |       |
| 8. April  | Roberto Payró                               | argentinischer Schriftsteller und Journalist                                                                              | 60    |       |
| 9. April  | John Alden Dix                              | US-amerikanischer Politiker                                                                                               | 67    |       |
| 9. April  | Ferdinand Feldigl                           | deutscher Schriftsteller, Musiker und Dichter                                                                             | 67    |       |
| 9. April  | Erich Mertin                                | deutscher Jurist und Politiker, MdR                                                                                       | 55    |       |
| 9. April  | Otto Staude                                 | deutscher Mathematiker | 71    |       |
| 10. April | Richard Birkeland                           | norwegischer Mathematiker                                                                                                 | 48    |       |
| 11. April | Jiří Viktor Daneš                           | tschechischer Geograph, Weltreisender und Konsul                                                                          | 47    |       |
| 11. April | Wilhelm von Kettler                         | Generalleutnant und Befehlshaber in der China-Expedition                                                                  | 81    |       |
| 11. April | Bonifaz Räss                                | schweizerischer katholischer Theologe                                                                                     | 79    |       |
| 11. April | Arthur Seidl                                | deutscher Schriftsteller und Dramaturg                                                                                    | 64    |       |
| 12. April | Arnold Becker                               | deutscher Unternehmer, Firmengründer und Kommunalpolitiker                                                                | 75    |       |
| 12. April | Ferdinand Drugčevič                         | österreichischer Sammler und Präparator von Fossilien                                                                     | 71    |       |
| 12. April | Adolfo Hohenstein                           | deutscher Maler, Illustrator, Bühnenbildner und Kostümdesigner                                                            | 74    |       |
| 12. April | Hermann Pütz                                | Bürgermeister von Bergisch Gladbach; Landrat des Landkreises Aachen (Zentrum)                                             | 49    |       |
| 12. April | Emil Schennich                              | österreichischer Musiker                                                                                                  | 43    |       |
| 12. April | Madeleine Smith                             | britische Angeklagte in einem Mordprozess                                                                                 |       |       |
| 13. April | Hedwig Bender                               | deutsche Philosophin | 74    |       |
| 14. April | Friedrich Bartels                           | deutscher Schriftsteller und Dichter                                                                                      | 51    |       |
| 14. April | Julius Hirschwald                           | deutscher Kristallograph, Mineraloge und Petrograf                                                                        | 83    |       |
| 14. April | Harrie Meyers                               | niederländischer Radrennfahrer                                                                                            | 48    |       |
| 14. April | Oskar Pank                                  | deutscher evangelischer Theologe                                                                                          | 89    |       |
| 14. April | Marija Klawdijewna Tenischewa               | russische Kunst-Mäzenin und Philanthropin                                                                                 | 69    |       |
| 15. April | Carl Böhm                                   | deutscher Kirchenmusiker                                                                                                  | 50    |       |
| 15. April | Pietro Bordino                              | italienischer Autorennfahrer                                                                                              | 40    |       |
| 15. April | Johannes Gadamer                            | deutscher Chemiker | 61    |       |
| 15. April | Ferdinand Gorup von Besánez                 | österreichischer Verwaltungsjurist, Polizeipräsident von Wien                                                             | 73    |       |
| 15. April | Alexander Nikolajewitsch Möller-Sakomelski  | russischer General | 83    |       |
| 15. April | Christine Touaillon                         | österreichischer Literarhistorikerin, Schriftstellerin und Feministin                                                     | 50    |       |
| 15. April | Richard Wagner                              | deutscher Klassischer Philologe und Landeshistoriker                                                                      | 67    |       |
| 16. April | Pawel Borissowitsch Axelrod                 | russischer Sozialist | 77    |       |
| 16. April | Roman Steinberg                             | estnischer Ringer | 28    |       |
| 18. April | Davison Dalziel, 1. Baron Dalziel of Wooler | britischer Journalist, Politiker, Mitglied des House of Commons und Unternehmer                                           | 75    |       |
| 18. April | Henryk Melcer-Szczawiński                   | polnischer Pianist, Dirigent, Komponist und Musikpädagoge                                                                 | 58    |       |
| 18. April | Elisabeth Ohlendorff                        | Verfasserin eines Tagebuchs                                                                                               | 89    |       |
| 18. April | Epifanio de los Santos                      | philippinischer Jurist | 57    |       |
| 19. April | Shachna Itzik Birger                        | US-amerikanischer Gangster                                                                                                |       |       |
| 19. April | Ladislav Klíma                              | tschechischer Philosoph und Dichter                                                                                       | 49    |       |
| 19. April | Adrian Spamann                              | deutsch-lothringischer Orgelbauer                                                                                         | 85    |       |
| 20. April | Charles Henry Gilbert                       | US-amerikanischer Ichthyologe                                                                                             | 68    |       |
| 20. April | Donald Alexander MacKinnon                  | kanadischer Politiker, Vizegouverneur von Prince Edward Island                                                            | 65    |       |
| 21. April | Alfred Gildemeister                         | deutscher Politiker (DVP), MdBB, MdR                                                                                      | 52    |       |
| 22. April | Hermann Zimmer                              | deutscher Gewerkschafter und Politiker (SPD)                                                                              | 60    |       |
| 23. April | Karl Anton Gutknecht                        | deutscher Politiker (DNVP), MdHB, MdR                                                                                     | 69    |       |
| 23. April | Therese Stählin                             | deutsche Diakonisse und Oberin der Diakonissenanstalt Neuendettelsau                                                      | 88    |       |
| 24. April | Ferdinand Hummel                            | deutscher Komponist und Musikprofessor                                                                                    | 72    |       |
| 25. April | Floyd Bennett                               | US-amerikanischer Pilot                                                                                                   | 37    |       |
| 25. April | Georg Bohlmann                              | deutscher Mathematiker | 59    |       |
| 25. April | Cesare De Lollis                            | italienischer Literaturkritiker, Historiker, Romanist, Italianist, Hispanist, Provenzalist und Germanist                  | 64    |       |
| 25. April | Heinrich Feldmann                           | deutscher Landwirt und Politiker, MdR                                                                                     | 81    |       |
| 25. April | Gottfried Riehm                             | deutscher Gymnasiallehrer und Hobbyfotograf                                                                               | 70    |       |
| 25. April | Pjotr Nikolajewitsch Wrangel                | russischer General während des Russischen Bürgerkrieges                                                                   | 49    |       |
| 26. April | Percy Shelley Anneke                        | US-amerikanischer Unternehmer                                                                                             | 77    |       |
| 26. April | Bruno Hillmann                              | deutscher Uhrmacher und Fachautor                                                                                         | 59    |       |
| 26. April | Leonhard Vogt                               | deutscher Kunstschreiner, Altarbauer und Bildhauer des Historismus                                                        | 90    |       |
| 27. April | Ignác Alpár                                 | ungarischer Architekt | 73    |       |
| 27. April | Hermann Bäcker                              | deutscher Theologe und Schriftsteller                                                                                     | 61    |       |
| 27. April | Oskar Brugnak                               | österreichischer Politiker (SDAP), MdL (Burgenland)                                                                       | 52    |       |
| 27. April | James W. Fleming                            | US-amerikanischer Geschäftsmann, Bankier und Politiker                                                                    | 61    |       |
| 27. April | Alessandro Guidoni                          | italienischer Flugpionier und General                                                                                     | 47    |       |
| 27. April | Martin B. Madden                            | US-amerikanischer Politiker und Unternehmer                                                                               | 73    |       |
| 27. April | Heinrich Mundlos                            | deutscher Erfinder und Fabrikant von Nähmaschinen                                                                         | 91    |       |
| 27. April | Georgios Remoundos                          | griechischer Mathematiker                                                                                                 | 50    |       |
| 27. April | Ernst Seifert                               | deutscher Orgelbauer | 72    |       |
| 28. April | Paul Meinel                                 | Schweizer Geigenbauer | 63    |       |
| 29. April | Friedrich von Bezold                        | deutscher Historiker | 79    |       |
| 29. April | Heinrich Federer                            | Schweizer Heimatschriftsteller                                                                                            | 61    |       |
| 29. April | Friedrich Seger                             | deutscher Politiker (SPD, USPD), MdR und Journalist                                                                       | 61    |       |
| 29. April | Jan Sztolcman                               | polnischer Forscher und Ornithologe                                                                                       | 73    |       |
| 30. April | Johannes Blumer-Egloff                      | Schweizer Textilunternehmer, Numismatiker und freisinniger Politiker                                                      | 93    |       |
| 30. April | Wilhelm Schumburg                           | deutscher Bakteriologe und Sanitätsoffizier                                                                               | 67    |       |
| 30. April | Hermann Wallich                             | deutscher Bankier | 94    |       |
|           | Ollie Powers                                | US-amerikanischer Musiker (Gesang, Schlagzeug) und Bandleader des Chicago Jazz                                            |       |       |
|           | Raffaello Romanelli                         | italienischer Bildhauer                                                                                                   | 71    |       |

## Mai
| Tag     | Name                             | Beruf, bekannt als | Alter | Beleg |
| ------- | -------------------------------- | --- | ----- | ----- |
| 1. Mai  | Émile Anizan                     | französischer Geistlicher | 75    |       |
| 1. Mai  | Alexander Gilmore Cochran        | US-amerikanischer Politiker | 82    |       |
| 1. Mai  | Ebenezer Howard                  | britischer Stadtplaner und Erfinder der Gartenstadt                                                                                      | 78    |       |
| 1. Mai  | Thaddeus C. Sweet                | US-amerikanischer Politiker | 55    |       |
| 1. Mai  | Josef Ziegelmeyer                | deutscher Landwirt, Bürgermeister und badischer Landtagsabgeordneter                                                                     | 72    |       |
| 2. Mai  | Gabor von Ferenchich             | österreichischer Zeichner, Maler und Illustrator insbesondere von Notenblatt-Titelblättern                                               | 54    |       |
| 3. Mai  | Wilhelm Jänecke                  | deutscher Architekt und preußischer Baubeamter                                                                                           | 55    |       |
| 3. Mai  | Albert Kienscherf                | deutscher Orgelbauer | 68    |       |
| 3. Mai  | Alwin Parnicke                   | deutscher Ingenieur | 74    |       |
| 3. Mai  | Friedrich Pourtalès              | deutscher Diplomat | 74    |       |
| 4. Mai  | Serafino Cimino                  | italienischer Ordensgeistlicher, römisch-katholischer Erzbischof und Diplomat des Heiligen Stuhls                                        | 54    |       |
| 4. Mai  | Joseph Nelson Rose               | US-amerikanischer Botaniker | 66    |       |
| 4. Mai  | Ottokar Tumlirz                  | böhmischer Physiker | 72    |       |
| 5. Mai  | Gustaf Cederschiöld              | schwedischer Sprachwissenschaftler und Wörterbuchredakteur                                                                               | 78    |       |
| 5. Mai  | Joseph Ernst                     | deutscher katholischer Geistlicher, Bischof von Hildesheim                                                                               | 64    |       |
| 5. Mai  | Georges Passerieu                | französischer Radrennfahrer | 42    |       |
| 5. Mai  | Józef Rostafiński                | polnischer Botaniker | 77    |       |
| 5. Mai  | Heinrich Weber                   | deutscher Physiker | 89    |       |
| 5. Mai  | Siegmund Werner                  | österreichischer Zahnarzt und Sekretär des zionistischen Politikers Theodor Herzl                                                        | 60    |       |
| 6. Mai  | Myrtle Corbin                    | US-amerikanische Sideshow-Darstellerin                                                                                                   | 59    |       |
| 6. Mai  | Arthur von Lüttwitz              | preußischer Offizier und Diplomat | 63    |       |
| 6. Mai  | Hugh Scallan                     | irischer Franziskaner und Botaniker | 76    |       |
| 6. Mai  | Juliusz Wertheim                 | polnischer Pianist, Komponist, Dirigent und Hochschullehrer                                                                              | 47    |       |
| 7. Mai  | Paul Arnold                      | deutscher Parlamentarier und Unternehmer                                                                                                 | 72    |       |
| 7. Mai  | Sydney J. Bowie                  | US-amerikanischer Rechtsanwalt und Politiker                                                                                             | 62    |       |
| 7. Mai  | C. Edmund Kells                  | US-amerikanischer Zahnarzt, Pionier der Zahnmedizin                                                                                      | 71    |       |
| 7. Mai  | Aleksandr Spendiarjan            | armenischer Komponist | 56    |       |
| 8. Mai  | Alexander Dmitrijewitsch Zjurupa | russischer Revolutionär und sowjetischer Politiker                                                                                       | 57    |       |
| 9. Mai  | Léon Roger-Milès                 | französischer Rechtsanwalt, Historiker, Dichter, Journalist, Kunstkritiker, Autor kunsthistorischer Werke und Kunstsammler               | 68    |       |
| 10. Mai | Mohamed Ali El Hammi             | tunesischer Gewerkschafter | 37    |       |
| 10. Mai | Charles Lavy                     | Hamburger Kaufmann und Industrieller, MdHB                                                                                               | 85    |       |
| 10. Mai | Ivan Merz                        | kroatischer katholischer Laie und Förderer der katholischen Kirche                                                                       | 31    |       |
| 10. Mai | Oskar von Pistor                 | slowenischer Maler | 62    |       |
| 10. Mai | Moritz Prozor                    | russischer Botschafter | 79    |       |
| 11. Mai | Louis Aronsohn                   | Bankier und Politiker | 77    |       |
| 11. Mai | Emil Bohnke                      | deutscher Bratschist, Komponist und Dirigent                                                                                             | 39    |       |
| 11. Mai | Lilli Bohnke                     | Violinistin | 30    |       |
| 11. Mai | Paul Kalkoff                     | deutscher Reformationshistoriker | 69    |       |
| 11. Mai | Ulrich Neckel                    | deutscher Jagdflieger im Ersten Weltkrieg                                                                                                | 30    |       |
| 11. Mai | Ignacio Valdespino y Díaz        | mexikanischer Geistlicher, Bischof von Aguascalientes                                                                                    | 66    |       |
| 12. Mai | Leo Burgerstein                  | österreichischer Lehrer und Hygieniker, in jungen Jahren Geologe und Paläontologe                                                        | 74    |       |
| 13. Mai | Ida Boy-Ed                       | deutsche Schriftstellerin | 76    |       |
| 13. Mai | Ernst Buss                       | Schweizer evangelischer Geistlicher | 85    |       |
| 13. Mai | Jean-Baptiste Dortignacq         | französischer Radrennfahrer | 44    |       |
| 13. Mai | Wilhelm Greil                    | österreichischer Unternehmer und Politiker                                                                                               | 77    |       |
| 13. Mai | Hermann Kienzl                   | österreichischer Schriftsteller, Journalist und Theaterkritiker                                                                          | 62    |       |
| 13. Mai | Harald Otto                      | norwegischer Schauspieler und Regisseur                                                                                                  | 63    |       |
| 14. Mai | Max Auzinger                     | deutscher Theater- und Stummfilmschauspieler sowie Zauberkünstler                                                                        | 88    |       |
| 14. Mai | Henriette May                    | deutsche Frauenrechtlerin, Lehrerin und Sozialarbeiterin                                                                                 | 66    |       |
| 14. Mai | Gustav Neumann                   | österreichischer Architekt | 68    |       |
| 15. Mai | Friedrich Fuldner                | deutscher Schriftsteller und Jurist | 68    |       |
| 15. Mai | Walther von Treskow              | deutscher Verwaltungsjurist und Gutsbesitzer                                                                                             | 53    |       |
| 16. Mai | Max Bär                          | deutscher Philologe, Archivar und Historiker                                                                                             | 72    |       |
| 16. Mai | Heinrich Ernemann                | deutscher Unternehmer | 77    |       |
| 16. Mai | Hans Friedrich Gadow             | deutscher Zoologe | 73    |       |
| 16. Mai | Paul Geleff                      | dänischer Politiker | 86    |       |
| 16. Mai | Rudolf Heinze                    | deutscher Jurist und Politiker (NLP, DVP), MdR                                                                                           | 62    |       |
| 16. Mai | Constantin Krauß                 | deutscher Chemiker und Industrieller | 64    |       |
| 16. Mai | Frederick Arthur Verner          | kanadischer Maler | 92    |       |
| 16. Mai | Frederick Walton                 | englischer Unternehmer und Erfinder des Linoleum sowie des Linkrusta                                                                     |       |       |
| 18. Mai | Moritz von Auffenberg            | österreichisch-ungarischer General | 75    |       |
| 18. Mai | William Dudley Haywood           | US-amerikanischer Gewerkschafter | 59    |       |
| 19. Mai | Charlotte Basté                  | deutsche Schauspielerin | 60    |       |
| 19. Mai | Felix Deutsch                    | deutscher Industrieller | 70    |       |
| 19. Mai | Henry Franklin Gilbert           | US-amerikanischer Komponist | 59    |       |
| 19. Mai | Max Scheler                      | deutscher Philosoph und Soziologe | 53    |       |
| 20. Mai | Ludwig Bräuler                   | deutscher Bauingenieur für Eisenbahnhochbau und Tunnelbau sowie Rektor der RWTH Aachen                                                   | 83    |       |
| 20. Mai | Rupert Karner                    | österreichischer Motorradrennfahrer |       |       |
| 20. Mai | Elmer D. Wallace                 | US-amerikanischer Politiker | 83    |       |
| 20. Mai | Erich Wernicke                   | deutscher Immunologe und Mikrobiologe | 69    |       |
| 21. Mai | George Frampton                  | britischer Bildhauer | 67    |       |
| 21. Mai | Dervish Hima                     | Mitunterzeichner der albanischen Unabhängigkeitserklärung, albanischer Politiker                                                         |       |       |
| 21. Mai | Martin Kukučín                   | slowakischer Schriftsteller und Mediziner                                                                                                | 68    |       |
| 21. Mai | Noguchi Hideyo                   | japanischer Bakteriologe | 51    |       |
| 21. Mai | Max Schramm                      | deutscher Politiker (Deutsche Volkspartei), MdHB                                                                                         | 66    |       |
| 21. Mai | Hermann Vetter                   | deutscher Pianist und Musikpädagoge | 68    |       |
| 22. Mai | Wilhelm Freudenberg              | deutscher Komponist, Dirigent und Theaterdirektor                                                                                        | 90    |       |
| 22. Mai | Paul Schlesinger                 | deutscher Gerichtsreporter der Weimarer Republik                                                                                         | 50    |       |
| 22. Mai | Adolf Warchalowski               | österreichischer Pilot | 42    |       |
| 23. Mai | John Baptist Pitaval             | französischer Geistlicher, Erzbischof von Santa Fe                                                                                       | 70    |       |
| 23. Mai | Teotoros Lapçinciyan             | armenischer Forscher, Autor und Philologe                                                                                                |       |       |
| 23. Mai | Eduard Pichler                   | österreichischer Postmeister, Gutsbesitzer und Politiker                                                                                 | 80    |       |
| 24. Mai | Alfred Rosling Bennett           | englischer Elektroingenieur und Pionier der Elektrobeleuchtung und des Telefons                                                          | 78    |       |
| 25. Mai | Heinrich von Opel                | Gründer des deutschen Automobilherstellers Opel                                                                                          | 54    |       |
| 25. Mai | Hugo Roeloffs                    | deutscher Senatssyndikus (Hamburg) | 84    |       |
| 25. Mai | Charles G. Washburn              | US-amerikanischer Politiker | 71    |       |
| 26. Mai | Ernst Heinrich Bokelmann         | deutscher Rechtsanwalt, Notar und Politiker, MdR                                                                                         | 69    |       |
| 26. Mai | John Burnet                      | schottischer klassischer Philologe | 64    |       |
| 26. Mai | Thomas S. Butler                 | US-amerikanischer Politiker | 72    |       |
| 26. Mai | Alexander Pfisterer              | badischer Ministerialdirektor im Innenministerium und Jurist                                                                             | 80    |       |
| 27. Mai | Friedrich Brühne                 | deutscher Politiker (SPD), MdR | 72    |       |
| 27. Mai | Arthur Schoenflies               | deutscher Mathematiker und Kristallograph                                                                                                | 75    |       |
| 27. Mai | Richard Stury                    | deutscher Theaterschauspieler | 68    |       |
| 27. Mai | John P. Swasey                   | US-amerikanischer Politiker | 88    |       |
| 27. Mai | William P. Thorne                | US-amerikanischer Politiker | 85    |       |
| 28. Mai | Walenty Barczewski               | polnischer Pfarrer | 72    |       |
| 28. Mai | Peter Corssen                    | deutscher Klassischer Philologe und Gymnasiallehrer                                                                                      | 72    |       |
| 28. Mai | Oskar Geck                       | deutscher Politiker (SPD), MdR und Journalist                                                                                            | 60    |       |
| 28. Mai | Charles Edward Montague          | britischer Journalist und Autor | 61    |       |
| 28. Mai | Fritz von Scherenberg            | deutscher Beamter | 70    |       |
| 29. Mai | Calvin Brainerd Cady             | US-amerikanischer Musikpädagoge | 76    |       |
| 29. Mai | Hermann Cuno Heufer              | deutscher Architekt, Stadtbaumeister in Detmold                                                                                          | 76    |       |
| 30. Mai | Anton Breitner                   | österreichischer Schriftsteller, Archäologe und Redakteur                                                                                | 70    |       |
| 30. Mai | John Horne                       | schottischer Geologe | 80    |       |
| 30. Mai | Liudas Noreika                   | litauischer Jurist, Politiker und Journalist                                                                                             | 43    |       |
| 31. Mai | Victor Balck                     | schwedischer Offizier, Verantwortlicher für militärische Leibesübungen, Gründungsmitglied des Internationalen Olympischen Komitees (IOC) | 84    |       |
| 31. Mai | Moriz Schadek                    | österreichischer Heimatdichter | 87    |       |
| 31. Mai | Henri Tudor                      | luxemburgischer Ingenieur und Erfinder                                                                                                   | 68    |       |
|         | Charles Edward Callwell          | britischer Militär-Theoretiker und Offizier                                                                                              | 69    |       |
|         | Herb Wiedoeft                    | US-amerikanischer Jazz-Trompeter und Bigband-Leader                                                                                      |       |       |

## Juni
| Tag      | Name                                               | Beruf, bekannt als                                                                                                  | Alter | Beleg |
| -------- | -------------------------------------------------- | --- | ----- | ----- |
| 1. Juni  | Ludwig Enneccerus                                  | deutscher Rechtswissenschaftler und Politiker, MdR                                                                  | 85    |       |
| 1. Juni  | Jean-Augustin Germain                              | französischer römisch-katholischer Geistlicher, Erzbischof von Toulouse                                             | 89    |       |
| 1. Juni  | Charles Scolik                                     | österreichischer Fotograf                                                                                           | 74    |       |
| 2. Juni  | Paul Frosch                                        | deutscher Bakteriologe und Virologe                                                                                 | 67    |       |
| 2. Juni  | Otto Nordenskjöld                                  | schwedischer Geologe und Polarforscher                                                                              | 58    |       |
| 2. Juni  | Adela Zamudio                                      | bolivianische Lehrerin, Schriftstellerin, Dramatikerin und Malerin                                                  | 73    |       |
| 3. Juni  | Gustav Adler                                       | österreichischer Sozialhygiener, Polizeiarzt, Schulreformer und Hofrat                                              | 70    |       |
| 3. Juni  | Willibald von Dirksen                              | deutscher Gutsbesitzer und Politiker, MdR und Gesandter                                                             | 75    |       |
| 4. Juni  | Johann Georg Nef                                   | Schweizer Textilunternehmer und Kantonsrat                                                                          | 78    |       |
| 4. Juni  | Konrad Walcher                                     | österreichischer Geistlicher und Politiker (CSP), Mitglied des Bundesrates                                          | 56    |       |
| 4. Juni  | Zhang Zuolin                                       | chinesischer Kriegsherr                                                                                             |       |       |
| 5. Juni  | Antonio Lussich                                    | uruguayischer Botaniker, Reeder und Literat                                                                         | 79    |       |
| 5. Juni  | Kurt von Schleinitz                                | preußischer Offizier, zuletzt Generalmajor, Kommandeur der Schutztruppe in Deutsch-Ostafrika (1907–1914)            | 69    |       |
| 6. Juni  | Luigi Bianchi                                      | italienischer Mathematiker                                                                                          | 72    |       |
| 6. Juni  | Paul Göhre                                         | deutscher Pastor, Autor, Herausgeber und Politiker (SPD), MdR                                                       | 64    |       |
| 6. Juni  | Erasmus von Handel                                 | österreichischer Beamter und Politiker, Landtagsabgeordneter                                                        | 68    |       |
| 6. Juni  | Sverre Hassel                                      | norwegischer Polarforscher                                                                                          | 51    |       |
| 6. Juni  | Heinrich G. Noren                                  | österreichischer Komponist, Violinist und Musikpädagoge                                                             | 67    |       |
| 6. Juni  | Max Schippel                                       | deutscher Politiker (SPD), Redakteur, Journalist, Hochschullehrer, MdR                                              | 68    |       |
| 6. Juni  | Paul Walcker                                       | deutscher Orgelbauer                                                                                                | 82    |       |
| 6. Juni  | John D. Works                                      | US-amerikanischer Jurist und Politiker                                                                              | 81    |       |
| 9. Juni  | George Elliot Howard                               | US-amerikanischer Historiker und Soziologe                                                                          | 78    |       |
| 10. Juni | Mary McNeill                                       | schottisch-britische Ärztin und Suffragette                                                                         | 53    |       |
| 11. Juni | Ludwig von Buttlar                                 | deutscher Verwaltungsbeamter                                                                                        | 78    |       |
| 11. Juni | Ernst Härtrich                                     | deutscher Jurist und Politiker (Meininger Bauernverein, Thüringer Landbund)                                         | 56    |       |
| 11. Juni | August von Hayek                                   | österreichischer Botaniker                                                                                          | 56    |       |
| 11. Juni | Hans von Leyser                                    | preußischer Generalleutnant                                                                                         | 72    |       |
| 12. Juni | Ferdinand Lewald                                   | deutscher Verwaltungs- und Ministerialbeamter sowie Verwaltungsrichter                                              | 81    |       |
| 12. Juni | Charles Liebmann                                   | deutscher Unternehmer, Präsident der S. Liebmann Brewery                                                            | 90    |       |
| 12. Juni | Friedrich Stade                                    | deutscher Musiker und Musikschriftsteller                                                                           | 84    |       |
| 13. Juni | Wolfgang Graeser                                   | schweizerisch-deutscher Geiger, Musikforscher und Mathematiker                                                      | 21    |       |
| 13. Juni | Rechen-August                                      | deutscher Rechenkünstler und Braunschweiger Stadtoriginal                                                           | 45    |       |
| 13. Juni | Gertrude Woodcock Seibert                          | amerikanische Lyrikerin und Bibelforscherin                                                                         | 63    |       |
| 13. Juni | Robert Wynn-Carington, 1. Marquess of Lincolnshire | britischer Politiker der Liberal Party, Mitglied des House of Commons und Peer sowie Gouverneur von New South Wales | 85    |       |
| 14. Juni | Daniël Clarembaux                                  | belgischer Ruderer                                                                                                  | 45    |       |
| 14. Juni | Emmeline Pankhurst                                 | englische Frauenrechtlerin                                                                                          | 69    |       |
| 15. Juni | Kurt Kamlah                                        | deutscher Schriftsteller                                                                                            | 61    |       |
| 16. Juni | Hinko von Lüttwitz                                 | preußischer General der Infanterie                                                                                  | 72    |       |
| 16. Juni | Johannes Nater                                     | Schweizer Lehrer und Lokalhistoriker                                                                                | 72    |       |
| 16. Juni | Harry A. Richardson                                | US-amerikanischer Politiker                                                                                         | 75    |       |
| 17. Juni | Torgrim Castberg                                   | norwegischer Geiger, Musiklehrer und Musikdirektor                                                                  | 53    |       |
| 17. Juni | Rudolf Linder                                      | schweizerischer Architekt, Bauunternehmer und Stadtplaner                                                           | 78    |       |
| 17. Juni | Edwin Meredith                                     | US-amerikanischer Geschäftsmann und Politiker                                                                       | 51    |       |
| 17. Juni | Karl Pohlig                                        | deutscher Komponist                                                                                                 | 70    |       |
| 18. Juni | Roald Amundsen                                     | norwegischer Polarforscher                                                                                          | 56    |       |
| 18. Juni | Alexander von Bischoffshausen                      | deutscher Staatsbeamter und Landschaftsmaler                                                                        | 81    |       |
| 18. Juni | Otto Hammann                                       | deutscher Jurist | 76    |       |
| 18. Juni | Christoph von Kolb                                 | württembergischer evangelischer Pfarrer, Oberhofprediger und Prälat                                                 | 80    |       |
| 18. Juni | Leif Dietrichson                                   | norwegischer Marineflieger                                                                                          | 37    |       |
| 18. Juni | Melvin O. McLaughlin                               | US-amerikanischer Politiker                                                                                         | 51    |       |
| 19. Juni | John Kronmiller                                    | US-amerikanischer Politiker                                                                                         | 69    |       |
| 19. Juni | Kurt Wahle                                         | sächsischer Generalleutnant, Westbefehlshaber der Schutztruppen für Deutsch-Ostafrika im Ersten Weltkrieg           | 73    |       |
| 20. Juni | Georg Baselt                                       | deutscher Schauspieler                                                                                              | 58    |       |
| 20. Juni | Catharina Cool                                     | niederländische Mykologin                                                                                           | 53    |       |
| 20. Juni | Anna Hochreuter                                    | deutsche Grafikerin und Bildschnitzerin                                                                             | 30    |       |
| 20. Juni | Harry Lamberts-Paulsen                             | deutscher Schauspieler                                                                                              | 33    |       |
| 20. Juni | Christian von Stenglin                             | mecklenburgischer Oberlandstallmeister und Direktor des Landgestüts Redefin                                         | 84    |       |
| 20. Juni | Axel Wilhelmi                                      | deutscher Mediziner und Sachbuchautor                                                                               | 62    |       |
| 21. Juni | Franz Glawatsch                                    | österreichischer Schauspieler                                                                                       | 56    |       |
| 21. Juni | Carl Axel Magnus Lindman                           | schwedischer Botaniker                                                                                              | 72    |       |
| 21. Juni | Marie Novello                                      | walisische Pianistin                                                                                                | 44    |       |
| 21. Juni | Hermann Otto Stölten                               | deutscher evangelischer Pfarrer                                                                                     | 81    |       |
| 21. Juni | Karl Drescher                                      | deutscher Germanist                                                                                                 | 64    |       |
| 22. Juni | George Bulyea                                      | kanadischer Politiker                                                                                               | 69    |       |
| 22. Juni | Emil Pirchan der Ältere                            | österreichischer Maler                                                                                              | 84    |       |
| 22. Juni | George Siegmann                                    | US-amerikanischer Stummfilmschauspieler und Regisseur                                                               | 46    |       |
| 23. Juni | Konstantīns Pēkšēns                                | lettischer Architekt                                                                                                | 69    |       |
| 23. Juni | Eugen Schaal                                       | deutscher Chemiker                                                                                                  | 86    |       |
| 24. Juni | Hermann Gebhard                                    | deutscher Politiker                                                                                                 | 49    |       |
| 24. Juni | Frank Gooding                                      | US-amerikanischer Politiker                                                                                         | 68    |       |
| 24. Juni | William Gardner Hale                               | US-amerikanischer Klassischer Philologe                                                                             | 79    |       |
| 24. Juni | Jimmy O’Bryant                                     | US-amerikanischer Jazzmusiker und Bandleader                                                                        | 32    |       |
| 25. Juni | Gerald Duffy                                       | US-amerikanischer Journalist, Autor und Drehbuchautor                                                               | 32    |       |
| 25. Juni | John Horace Round                                  | britischer Mittelalterhistoriker                                                                                    | 74    |       |
| 26. Juni | Albert Thellung                                    | Schweizer Botaniker                                                                                                 | 47    |       |
| 27. Juni | Hermann Gustav Bayer                               | deutscher Politiker                                                                                                 | 52    |       |
| 27. Juni | Henriette Saloz                                    | russisch-schweizerische Ärztin                                                                                      | 73    |       |
| 27. Juni | Théo Wenger                                        | Schweizer Messerfabrikant                                                                                           | 59    |       |
| 28. Juni | Victor Auburtin                                    | deutscher Journalist und Schriftsteller                                                                             | 57    |       |
| 28. Juni | Ida Ferenczy                                       | ungarische Hofdame                                                                                                  | 89    |       |
| 28. Juni | Albert Hartmann                                    | deutscher Künstler und Hochschullehrer                                                                              | 60    |       |
| 28. Juni | Georg Lasius                                       | deutscher Architekt und Hochschullehrer                                                                             | 93    |       |
| 28. Juni | John Isaac Thornycroft                             | britischer Ingenieur                                                                                                | 85    |       |
| 29. Juni | Álvaro de Castro                                   | portugiesischer Militär und Politiker aus der Zeit der ersten Republik                                              | 49    |       |
| 29. Juni | Edmond Jacquelin                                   | französischer Radrennfahrer                                                                                         | 53    |       |
| 29. Juni | James Francis Smith                                | US-amerikanischer Politiker, General und Richter                                                                    | 69    |       |
| 30. Juni | Theodor Becker                                     | deutscher Bauingenieur und Entomologe                                                                               | 88    |       |
| 30. Juni | Roberto Landell de Moura                           | brasilianischer römisch-katholischer Priester und Erfinder                                                          | 67    |       |
| 30. Juni | William Rutherford Mead                            | US-amerikanischer Architekt                                                                                         | 81    |       |
| 30. Juni | Antonio Restori                                    | italienischer romanischer Philologe und Musikwissenschaftler                                                        | 68    |       |
| 30. Juni | Charles R. Skinner                                 | US-amerikanischer Politiker                                                                                         | 83    |       |
| 30. Juni | Giovanni Tacci Porcelli                            | italienischer Geistlicher, Kardinal der römisch-katholischen Kirche                                                 | 64    |       |
|          | Emil Fleischer                                     | deutscher Chemiker                                                                                                  |       |       |